# Красный Восток (монитор)
«Кра́сный Восто́к» — монитор российского и советского флота, относящийся к типу «Шквал»; один из восьми мониторов этого типа.

## История корабля

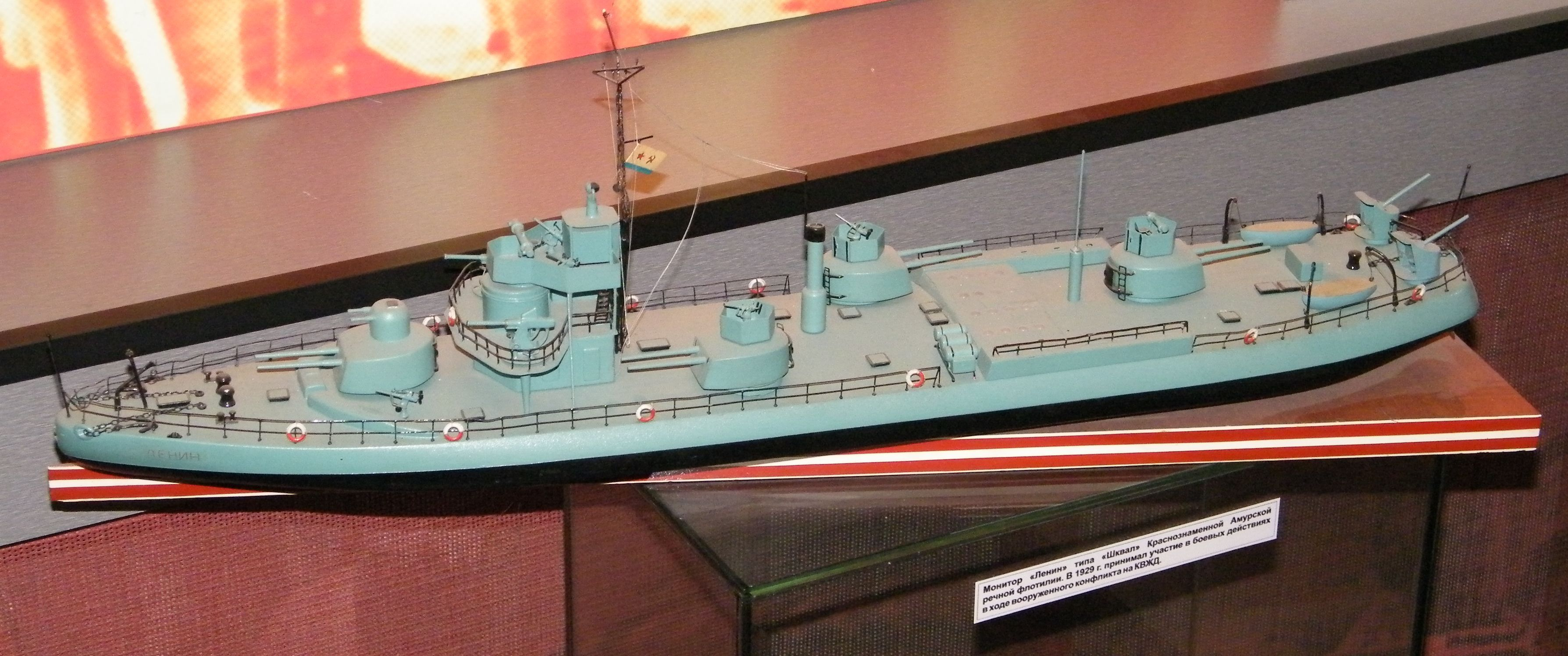
Модель монитора «Ленин» того же типа, что и «Красный Восток»

Никитенко Алексей Диомидович

Корабль был заложен в 1907 году на Балтийском заводе Санкт-Петербурга как бронированная речная канонерская лодка под именем «Ураган». Корабль был частями перевезён на Дальний Восток, где был собран и в июне 1909 года в посёлке Кокуй на реке Шилка спущен на воду.
Корабль вступил в строй 20 августа 1910 года и вошёл в состав Амурской военной флотилии. 24 апреля 1922 года корабль получил имя «Троцкий», а 16 декабря 1927 года переименован в «Красный Восток». 6 ноября 1928 года канонерская лодка была переклассифицирована в монитор. 19 августа 1929 года монитор «Красный Восток» поддерживал операцию пограничников 55-го Джалиндинского погранотряда по ликвидации банды, обстреливавшей советскую территорию с острова напротив села Черняева. При этом экипаж монитора сформировал десантную группу, оказавшую помощь отряду из 47 пограничников, вступивших в бой с примерно 200 противниками. В бою погибло 5 пограничников, о потерях краснофлотцев не сообщается. 12 октября 1929 года монитор участвовал в сражении при Лахасусу (современный Тунцзян), потопив в бою канонерскую лодку «Цзянпин» Сунгарийской китайской флотилии, и подавив огонь 2-орудийной батареи у деревни Чичихэ. 30 октября — 1 ноября 1929 года монитор в составе ударной группы Дальневосточной военной флотилии принял участие в сражении у Фугдина (современный Фуцзинь). При выводе советских войск с территории Китая «Красный Восток» сел на мель в 4 км ниже устья Сунгари. Снять его не удалось и всю зиму 1929/1930 годов корабль стоял у китайского берега, вмёрзший в лёд. После открытия навигации монитор был снят с мели и 14 мая 1930 года прибыл на базу в Осиповский Затон. В 1931 году был осуществлён капитальный ремонт монитора, а в 1940 году — его модернизация.
Начало Советско-японской войны монитор встретил в составе 1-й бригады речных кораблей в протоке Средняя близ устья Сунгари. Корабль принимал участие в боях на реке Сунгари, высаживал и поддерживал огнём десант пехоты в районе селений Тусыкэ, Хунхэдао, городов Фуцзинь и Саньсин.

## Командиры
В боях 1929 года монитором командовал Роберт Иванович Яунзем (по версии сменившего его в 1933 году В. В. Григорьева — Роберт Яковлевич), бывший латышский стрелок, воевавший на фронтах гражданской войны и награждённый в 1930 году за Сунгарийскую операцию орденом Красного Знамени.

С осени 1933 по июль 1937 года монитором командовал Виссарион Виссароионович Григорьев, отбывший в июле 1937 года в Ленинград для обучения в Военно-Морской Академии. Командование монитором было передано капитан-лейтенанту Троянскому Леониду Михайловичу.

В годы Великой Отечественной войны 1941—1945 годов командиром корабля был Никитенко Алексей Диомидович (1912-?), который, будучи воспитанником Военно-морского училища имени Фрунзе, позировал скульптору Матвею Манизеру для одной из скульптур, украшающих станцию метро «Площадь Революции».. Под его командованием корабль сражался с японцами в августе 1945 года.